# Tompouce
Tompoes sau tompouce este un foietaj în Țările de Jos și Belgia. Este versiunea locală a mille-feuille sau Napoleon, introdusă de un brutar din Amsterdam și numită după admiralul Tom Pouce, numele de scenă al piticului frizian Jan Hannema.

## Tradiție
În Țările de Jos, tompoes-ul este iconic, iar piața permite puține variații în formă, dimensiune și culoare. Trebuie să fie dreptunghiulară, cu două straturi de aluat de foietaj, asemănător cu felia de smântână din Marea Britanie. Glazura este netedă și roz, sau uneori albă. De mulți ani, totuși, stratul superior a fost portocaliu de Koningsdag (Ziua Regelui) și cu câteva zile înainte. Poate fi, de asemenea, de culoare portocalie atunci când echipa națională de fotbal joacă în turnee internaționale mari; aceasta datează din aproximativ 1990. Umplutura este invariabil dulce, cremă de patiserie galbenă. Tompoucele sunt uneori acoperite cu frișcă. Variațiile cu diferite umpluturi sau cu jeleu sunt relativ rare și nu se numesc tompoes.
Există mai multe variante în Belgia. Glazura albă deasupra este norma în Belgia, uneori cu un model de ciocolată similar cu mille-fouille. Boekske (lit. „broșură”) poate avea un finisaj de zahăr și poate fi pătrat. Belgienii folosesc, de asemenea, ortografia tompouce sau le numesc glacé (referindu-se la geam).

## Cum se mănâncă tompouce

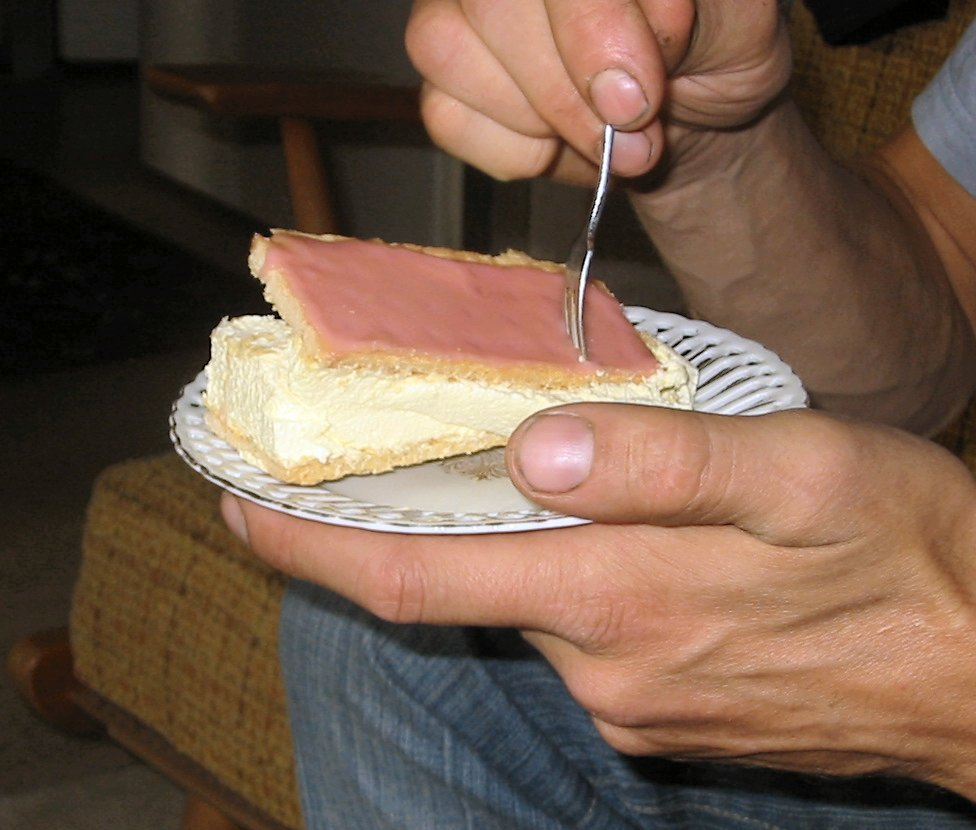
Tompouce este greu de mâncat.

Prăjiturile sunt de obicei servite cu ceai, bere sau cafea, iar în condiții formale sunt consumate cu furculițe de patiserie. Însă straturile dure asemănătoare biscuiților, care zdrobesc crema de patiserie atunci când încearcă să taie o bucată, fac acest lucru dificil și dezordonat, inspirând articolul umoristic „Hoe eet je een tompoes?” („Cum mănânci un tompouce?”).